# Vallon de Nant

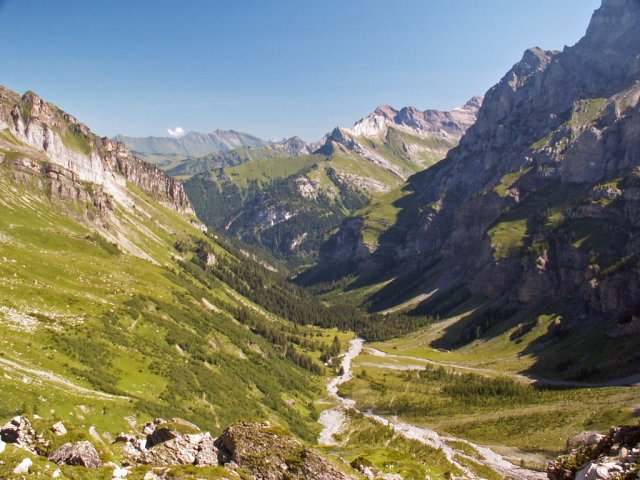
Das Hochtal Vallon de Nant

Das Vallon de Nant (deutsch «Tal von Nant») ist ein Tal der Alpen im Schweizer Kanton Waadt.

## Geographie
Das sechs Kilometer lange Tal befindet sich ganz im Süden des Kantons Waadt in der Gemeinde Bex und an der Grenze zum Kanton Wallis. Es erstreckt sich in nordnordöstlicher Richtung vom Bergmassiv der Dent de Morcles im Süden zwischen dem Bergzug mit dem Petit Muveran und dem Grand Muveran im Osten und jenem der Pointe de Savoleires im Westen bis zum Gebiet von Pont de Nant (1253 m ü. M.). Dort erreicht es den Bergkessel nördlich des Grand Muveran.
Durch das Tal fliesst der Bergbach Avançon de Nant. Das regionalfranzösische und frankoprovenzalische Dialektwort „nant“ bedeutet zunächst «Wildbach» und ist zum Beispiel auch der alte Name der Vuachère in Lausanne. Einer der zahlreichen Wildbäche, die von den Bergflanken herunterstürzen und als Quellbäche den Avançon de Nant bilden, trägt den Namen Nant des Têtes, während der Hauptbach, der am Gletscher Glacier des Martinets entspringt, Torrent des Martinets genannt wird. Torrent ist ein Synonym zu nant und eine in den romanischen Sprachen verbreitete Bezeichnung für Wildbäche. Aber auch die im oberen Teil des Hochtales gelegene alpwirtschaftliche Siedlung heisst Nant; das entspricht der zweiten Wortbedeutung von nant, das im frankoprovenzalischen Sprachgebiet auch als Name von Einzelhöfen, Weilern und Alpsiedlungen vorkommt. Vom Namen der Alpsiedlung Nant kommt die Bezeichnung für das Tal Vallon de Nant.
Der Wildbach verlässt das Tal bei Pont de Nant und ändert seine Laufrichtung gegen Westen durch die Ortschaft Les Plans-sur-Bex. Nach weiteren fünf Kilometern vereinigt sich der Avançon den Nant mit dem Avançon d’Anzeinde zum grösseren Talfluss Avançon, der bei Bex in die Rhone mündet.
Die Geologie des Tales ist von einer komplizierten Lage der gefalteten Gesteinsschichten aus der Kreidezeit geprägt. Besonders bekannt ist die mächtige, an den Felswänden gut sichtbare Gesteinsfalte im Gipfelaufbau der Dent de Morcles, und auch die Bergkette zum Grand Muveran bietet Einblick in die Struktur der während der Alpenbildung überschobenen Sedimentgesteine. Die Fakultät für Umweltwissenschaften der Universität Lausanne hat zu den naturlandschaftlichen Verhältnissen im Nanttal im Internet den interaktiven Führer Géoguide Vallon de Nant publiziert, der an einem Themenpfad im Tal selbst anknüpft und über zahlreiche geographische Phänomene orientiert.

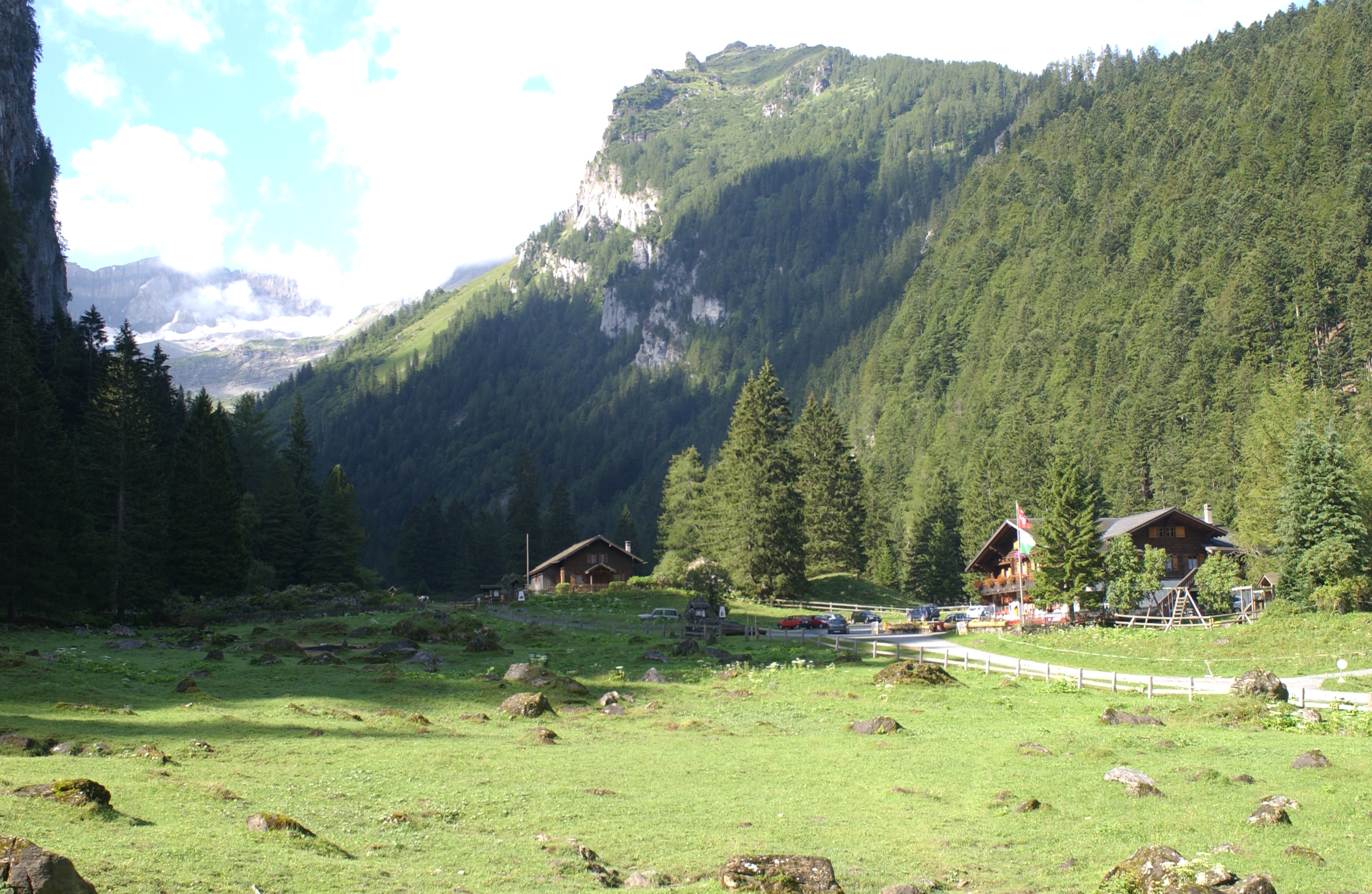
Umgebung des Alpengartens «Thomasia» im Nanttal

Das Nanttal ist seit 1966 als Naturschutzgebiet Réserve naturelle du Vallon de Nant ausgewiesen. Es gehört zum Eidgenössischen Jagdbanngebiet am Grand Muveran und ist seit 1977 zusammen mit einigen Nachbartälern im schweizerischen Bundesinventar der Landschaften und Naturdenkmäler von nationaler Bedeutung (BLN; französisch IFP) verzeichnet. Bei Pont de Nant richteten der Verein Société de développement de Bex und die Gemeinde Bex 1891 den Alpengarten La Thomasia ein, der zur kantonalen Institution Musée et jardins botaniques cantonaux de Lausanne, seit 2023 Teil der Museumsgruppe Naturéum, gehört.
An vier sehr hoch gelegenen Stellen überqueren Fusspfade die Bergketten zu den Nachbartälern. Ein anspruchsvoller Bergwanderweg führt auf der Westseite des Tales von Nant durch die Felspassage Trou à l’ours (deutsch «Bärenloch»). Eine monumentale Felseninschrift im Tal erweist den Waadtländer Dichtern bzw. Naturforschern Eugène Rambert, Juste Olivier und Jean Muret Reverenz.